# Nationalstraße 6 (Taiwan)
Die Nationalstraße 6 (chinesisch 國道六號, Pinyin Guódào liù hào, engl. National freeway 5 oder auch Shuishalian-Autobahn (chinesisch 水沙連高速公路, Pinyin Shuǐ shā lián gāosù gōnglù)) ist eine Autobahn in Taiwan. Die Autobahn ist 38 Kilometer lang und verläuft in Ost-West-Richtung vom Stadtbezirk Wufeng von Taichung nach Puli im Landkreis Nantou.

## Straßenbeschreibung
Südlich der Kernstadt von Taichung beginnt die Nationalstraße 6 am sechsten Autobahnkreuz der Autobahn , die von Taipeh nach Kaohsiung verläuft. Die Autobahn hat 2 × 2 Fahrspuren, verläuft entlang des Flusses Dadu im Osten und dann durch bergige Gegenden mit Gipfeln von über 1000 m. Beeindruckend ist die Ausfahrt nach Guoxing, die auf einem hohen Viadukt über den Fluss Dadu gebaut wurde. Sie erreicht dann ein Becken rund um Puli und führt durch eine Reihe von Tunneln entlang des Dadu. Sie bildet danach eine Nordumfahrung von Puli, wo sie endet. Ihre Fortsetzung bildet die Provinzstraße , die weiter in die Berge des Taiwanischen Zentralgebirges führt.

## Geschichte
Die gesamte Autobahn wurde am 1. September 2009 für den Verkehr freigegeben. Es gibt drei Tunnel, von denen der längste 2455 Meter lang ist. Das Viadukt, das für die Ausfahrt Guoxing gebaut wurde, ist 68 Meter hoch.

## Eröffnungsdaten der Autobahn
| von              | nach | Länge | Datum      |
| ---------------- | ---- | ----- | ---------- |
| Nationalstraße 3 | Puli | 38 km | 01.09.2009 |

## Zukunft
Es gibt Pläne, die Nationalstraße 6 bis nach Hualien an der Ostküste von Taiwan weiterzubauen. Dafür müsste allerdings die Gebirgskette des Taiwanischen Zentralgebirges unterquert werden und es wäre der Bau eines Tunnels von 15 Kilometern Länge nötig. Zum anderen ist das Gebiet erdbebengefährdet. Wegen der hohen Kosten wurde der Plan bisher nicht realisiert. Der fehlende Teil nach Hualian wäre etwa 65 Kilometer lang.

## Ausbau der Fahrbahnen
| von              | nach     | Länge | Fahrspuren |
| ---------------- | -------- | ----- | ---------- |
| Nationalstraße 3 | Puli-Ost | 38 km | 2 × 2      |

## Städtische Siedlungen an der Autobahn
- Wufeng (Taichung)
- Caotun
- Guoxing
- Puli